# Токсоплазмоз
Токсоплазмо́з — інфекційне захворювання людини і тварин, яке спричинюють токсоплазми, що характеризується ураженням нервової системи, міокарда та очей, лімфаденопатією, гепатоспленомегалією. Хвороба є на сьогодні дуже актуальною через те, що вона входить до переліку ВІЛ-асоційованих хвороб, може активізуватися на пізніх стадіях ВІЛ-інфекції, спричинюючи переважно тяжкі ураження у вигляді енцефаліту.

## Етіологія
Детальніші відомості з цієї теми ви можете знайти в статті Токсоплазма.

## Епідеміологічні особливості
Джерело інфекції — різні види (понад 180) домашніх і диких ссавців (котячі, собаки, кролі; хижаки, травоїдні, гризуни тощо) і птахів.
Життєвий цикл збудника проходить із зміною двох хазяїв: безстатевий (шизогонія) — у клітинах різних тканин багатьох видів теплокровних тварин і людини та статевий (гаметогонія) — виключно в епітелії кишечника кінцевого хазяїна (представники родини котячих).
Людина при токсоплазмозі, як і при багатьох інших зоонозах, є біологічним «глухим кутом», тобто небезпеки для оточуючих не становить. Проте доведена можливість вертикальної передачі інфекції — внутрішньоутробного інфікування плода від вагітної жінки при її свіжому зараженні під час вагітності, хоча це відбувається нечасто. Залежно від терміну зараження (1-3-й триместр вагітності) частота вродженого токсоплазмозу коливається від 17 % до 62 %[джерело?]. Один випадок вродженого токсоплазмозу припадає на 1000-3500 новонароджених, які народилися у жінок, що вперше заразилися токсоплазмозом під час вагітності, а це відбувається у 0,2-0,5 % вагітних[джерело?]. При зараженні напередодні вагітності, а також наявності латентного або хронічного неактивного токсоплазмозу в жінки інфікування плода не настає. Гемоконтактна передача токсоплазмозу практичного значення не має.
Сприйнятливість людини до токсоплазмозу дуже висока. За різними оцінками, загальна кількість інфікованих коливається від 30 до 80 %, а в деяких регіонах наближаться до 90 % населення. У більшості випадків інфікування людей відбувається в ранньому віці і в подальшому інфекція перебігає латентно. Дуже часто реактивацію токсоплазм з появою токсоплазмозного енцефаліту спостерігають у хворих на СНІД, що визначають як асоційовану опортуністичну інфекцію.

### Шляхи зараження
Основним джерелом токсоплазмозу для людини є домашні, свійські та дикі тварини. Найчастіше зараження здійснюється при вживанні м'яса інвазованих тварин — сирого або недостатньо термічно обробленого (зокрема дегустація м'ясного фаршу), рідше — ооцистами від тварин родини котячих (при недотриманні правил особистої гігієни, догляді за хворою кішкою, вживанні немитих овочів і т. ін.). Відомі випадки внутрішньолабораторного зараження при пошкодженні шкіри контамінованими інструментами.
Зараження людини відбувається при вживанні м'ясних продуктів та яєць, які не пройшли достатню термічну обробку. Не виключена можливість зараження після потрапляння збудника на слизові оболонки та пошкоджені шкірні покриви, трансмісивним й іншим шляхом. Спостерігається і внутрішньоутробне зараження. Фактори, які можуть сприяти появі в організмі токсоплазм і підвищують ризик виникнення токсоплазмозу: доторкатися брудними руками до рота після контакту із землею, після прибирання котячого туалету або будь-якого іншого контакту з котячими екскрементами.
- Вживати сире або не до кінця приготоване м'ясо, особливо свинину, м'ясо ягняти або оленину.
- Торкатися рота після контакту з сирим або недосмаженим / непровареним м'ясом.
- Пересадка органів або переливання крові (дуже рідкісно).
- Якщо вагітна жінка заразилася токсоплазмозом, збудник може від неї передатися дитині, що може призвести до серйозних наслідків. Але це відбувається рідше, ніж вважали раніше.

## Клінічні прояви
Розрізняють вроджений і набутий (гострий і хронічний) токсоплазмоз. При вродженому токсоплазмозі спостерігаються загибель плода в утробі, смерть новонародженого внаслідок хвороби або у тих, що залишилися живими, ураження нервової системи, очей та інших органів.

### Гостра набута форма
Перебігає як тифоподібне захворювання (з гарячкою, збільшенням печінки, селезінки) або з переважним ураженням нервової системи (головний біль, судоми, блювання, паралічі тощо). Найчастіше токсоплазмоз перебігає хронічно, з субфебрильною температурою, головним болем, збільшенням лімфовузлів і печінки, зниженням працездатності. Може супроводжуватися ураженням очей, серця, нервової та інших систем і органів. Токсоплазмоз може перебігати і в латентній (прихованій) формі.

### Вроджена форма
У 80—90 % інфікованих дітей можуть розвиватись офтальмологічні ускладнення протягом перших місяців або років після народження. У більше ніж 10 % дітей можуть розвиватись втрата слуху і затримка розумового розвитку.
Більше одного з десяти інфікованих дітей мають тяжкі прояви токсоплазмової інфекції, що клінічно виявляють уже в періоді новонародженості. Токсоплазмоз проявляється збільшенням печінки та селезінки, жовтяницею, очними інфекціями, пневмонією тощо. Деякі діти помирають через декілька днів після народження. Ті ж з них, хто виживає, часом відстають в розумовому розвитку, страждають на поганий зір, мають церебральний параліч, напади судом та інші проблеми.

## Діагностика
Основним методом діагностики захворювання є серологічний. Виконується визначення рівня імуноглобулонів G за допомогою ІФА або реакції непрямої флюоресценції. Рівень антитіл досягає максимального рівня через 1-2 місяці після початку захворювання, і згодом реєструється невизначено довго. У пацієнтів з сероконверсією або чотирикратним збільшенням титру IgG визначають рівень специфічних IgM, для підтвердження наявності гострої інфекції. ІФА є методом вибору при аналізі рівня IgM, з його допомогою реєструється зростання їх концентрації вже через 2 тижні після інфікування, пік концентрації досягається через місяць, і зазвичай зникають через 6-9 місяців, але в окремих випадках можуть періодично виявлятися протягом 2 і більше років, ускладнюючи диференціювання гострої та хронічної форм інфекції.
Якщо лікар підозрює, що вагітна жінка має активну токсоплазмову інфекцію, він призначає обстеження крові на наявність антитіл до токсоплазми, що продукуються організмом одразу після інфекції (імуноглобуліни класу М). Якщо вагітна жінка має активну токсоплазмову інфекцію, слід перевірити чи заражений плід. Пренатальні тести включають амніоцентез і ультразвукову діагностику, за допомогою яких звичайно можна сказати, чи інфікований плід, і наскільки серйозно. Якщо плід інфікований, то доцільно пройти курс лікування двома препаратами, які дають матері: піраметамін і сульфадіазин. Це зменшує частоту і тяжкість проявів захворювання у дитини при та після народження.
У 1988 році у Франції всі вагітні жінки з діагнозом «токсоплазмоз» були проліковані спіраміцином. Дослідники прийшли до висновку, що спіраміцин зменшив вплив паразиту на плід. Однак, дослідження в 1999 році (також проходили у Франції та інших європейських країнах) не довели того, що спіраміцин запобігає інфекції плода.
Хоча ці результати дають надію, але безпечність, ефективність та виконання пренатального скринінгу токсоплазмозу діагностика та лікування ще не розроблені. Внаслідок цього більшість вагітних жінок не проходять скринінг на токсоплазмоз.

## Лікування
При гострому токсоплазмозі, коли паразити існують в проліферативній фазі, головним засобом лікування є хіміотерапевтичні препарати. Найчастіше використовують поєднання хлоридину (дараприм, піріметамін, тиндурин) (0,025 г 2-3 рази на добу), делагілу (0,5 г 2 рази) з сульфаніламідами (бісептол, сульфален, сульфадимезин у звичайній терапевтичній дозі) протягом 7-10 днів. Ефективні також антибіотики тетрациклінової групи. Як правило, призначають 3 курси з інтервалом 7-10 днів. Для попередження побічних реакцій рекомендують призначати їх після вживання їжі, запиваючи розчином натрію гідрокарбонату, додатково застосовують вітамін С, фолієву кислоту, антигістамінні препарати, стимулятори кровотворення, тощо. Для зменшення інтоксикації, запобігання алергізації при тяжкому перебігу показані глюкокортикоїди. При розвитку менінгоенцефаліту використовують дегідратаційну терапію (лазикс, фуросемід, внутрішньовенно сечовина або манітол, гіпертонічні розчини глюкози), повторні люмбальні пункції.
Більшість випадків набутої інфекції в імунокомпетентних осіб вирішуються без специфічної терапії. При хореоретиніті або ураженні життєво важливих органів призначають комбінацію піріметаміну (Дараприм) з сульфадіазином. Альтернативою може бути комбінація піріметаміну з кліндаміцином при поганій переносимості сульфадіазину. При лікуванні хореоретиніта і ураження ЦНС застосовують глюкокортикоїди. ВІЛ-інфіковані пацієнти з енцефалітом повинні отримувати довічну супресивну терапію для запобігання рецидиву інфекції.
При вираженій і безсимптомній вродженій інфекції як початкова терапія рекомендується комбінація піріметаміну із сульфадіазином і фолієвою кислотою. Терапія, як правило, тривала, часом до 1 року. Лікування токсоплазмозу, що виникло під час вагітності, в тому числі і у ВІЛ-інфікованих жінок, слід проводити спіраміцином. При зараженні жінки в третьому триместрі або інфікуванні плоду після 17 тижнів гестації використовується комбінація піріметаміну із сульфадіазином.
Інфіковані діти повинні пройти лікування піраметаміном та сульфадіазином який, як вже було сказано вище, може допомогти запобігти розвитку ускладнень, що асоціюються з токсоплазмозом.

## Профілактика
Боротьба з токсоплазмозом домашніх тварин, дотримання санітарних правил при догляді за тваринами і обробці продуктів, ретельне обстеження на токсоплазмоз вагітних.

### Попередження інфікування при вагітності
Від 70 до 85 % американських жінок репродуктивного віку ніколи не мали токсоплазмозу і не є чутливими до нього під час вагітності. Існує лабораторний тест крові для визначення антитіл (імуноглобулінів груп М та G) до токсоплазми. Результат тесту показує, коли людина була інфікована — давно чи недавно.
Однак обстеження на антитіла до токсоплазми, коли жінка вже вагітна, можуть бути запізнілими, особливо у випадках, коли жінка інфікована недавно або має зниження імунітету. Жінки, що планують вагітність, обов'язково повинні звернутися до свого лікаря і зробити тест крові перед вагітністю.